# Stilpnotia nigripes
Stilpnotia nigripes är en fjärilsart som beskrevs av Holland 1893. Stilpnotia nigripes ingår i släktet Stilpnotia och familjen tofsspinnare. Inga underarter finns listade i Catalogue of Life.